# خيار سيناء
خيار سيناء ولحل النزاعات وإحلال السلام الدائم، هناك خطة وضعتها الحكومة الإسرائيلية لنقل سكان قطاع غزة البالغ عددهم 2.3 مليون نسمة إلى شبه جزيرة سيناء المصرية وتحويل شبه الجزيرة إلى بديل لفلسطين. هناك أيضًا خطة لدى الحكومة الإسرائيلية لتقديم حزمة مالية للفلسطينيين المقيمين في الضفة الغربية وتشجيعهم على الهجرة إلى شبه جزيرة سيناء.
لكن مكتب رئيس الوزراء بنيامين نتنياهو قلل من أهمية التقرير الذي أعدته وزارة الاستخبارات، ووصفه بأنه مجرد تمرين افتراضي. ولكن استنتاجاتها عمقت المخاوف المصرية القديمة من أن إسرائيل تريد تحويل غزة إلى مشكلة مصرية، وأعادت إلى الأذهان لدى الفلسطينيين ذكريات أعظم صدمة تعرضوا لها: "اقتلاع مئات الآلاف من الناس الذين فروا أو أجبروا على ترك منازلهم أثناء القتال الذي أحاط بإنشاء إسرائيل . رفضت مصر دخول اللاجئين الفلسطينيين إلى سيناء وحذرت إسرائيل من القطيعة إذا حاول أي منهم الدخول إلى أراضيها.

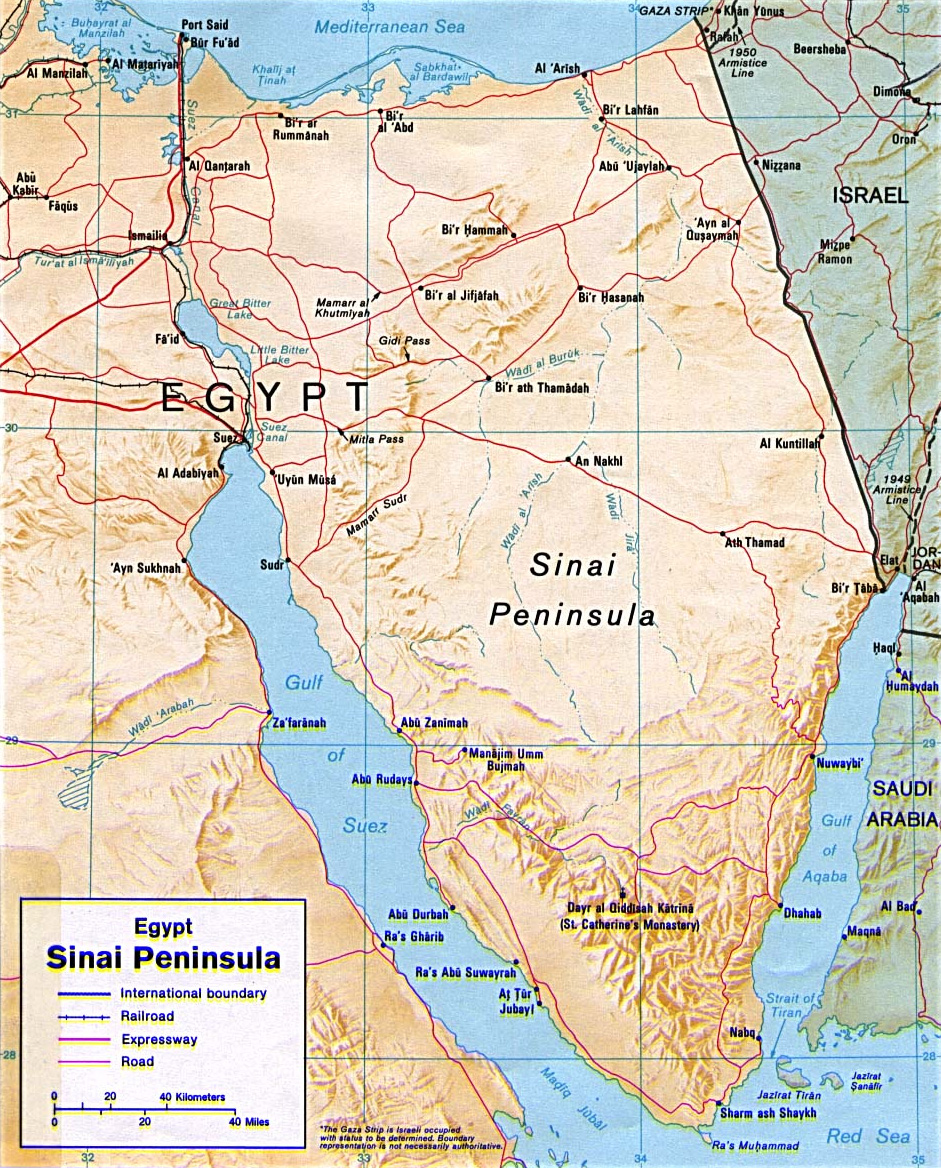
خريطة شبه جزيرة سيناء

سيطرت إسرائيل على شبه جزيرة سيناء خلال حرب الأيام الستة عام 1967 ثم أعادتها إلى مصر بعد معاهدة السلام عام 1979 على التوالي.

## التاريخ
في عام 2014، ورد أن رئيس الوزراء الإسرائيلي بنيامين نتنياهو طرح رؤية بديلة لحل الدولتين، واقترح أن تقوم إسرائيل بضم مستوطناتها في الضفة الغربية بينما يتم تعويض الفلسطينيين بأراض من شبه جزيرة سيناء المصرية . وقد تم تقديم هذا الاقتراح، الذي أوردته صحيفة هآرتس الإسرائيلية لأول مرة، إلى الرئيس الأميركي آنذاك باراك أوباما ووزير الخارجية جون كيري في مناسبات عديدة. وقال نتنياهو إن الرئيس المصري عبد الفتاح السيسي يمكن إقناعه بقبول الخطة، التي من شأنها إقامة دولة فلسطينية جزئيا في الضفة الغربية وجزئيا في سيناء، وليس داخل حدود إسرائيل قبل عام 1967. وتغطي شبه جزيرة سيناء مساحة تقدر بحوالي 60 ألف كيلومتر مربع. كم، هي منطقة واسعة وقليلة السكان، ويسكنها حوالي 600 ألف شخص فقط. وأشار نتنياهو إلى أن مساحات واسعة من الأراضي غير المأهولة بالسكان يمكن أن تشكل منطقة قابلة لإعادة توطين 5.4 مليون فلسطيني . وأكد أن الحكومة الإسرائيلية ستساعد في إعادة تأهيل وتوطين الفلسطينيين من غزة والضفة الغربية بكل الطرق الممكنة. ومع ذلك، واجه الاقتراح معارضة فورية. وذكرت التقارير أن مصر أبلغت إدارة أوباما بشكل مباشر بأنها لن تقبل الخطة. وخلص المسؤولون الأميركيون أيضاً إلى أن الفلسطينيين من غير المرجح أن يوافقوا على مثل هذه التسوية. كما نقلت صحيفة الأهرام المصرية عن الرئيس السيسي رفضه القاطع لأي فكرة عن قيام دولة فلسطينية في سيناء، مستشهدا بمخاوف الأمن القومي والأهمية الاقتصادية الاستراتيجية للمنطقة. وفي وقت لاحق، رفض مكتب نتنياهو هذه الادعاءات ووصفها بأنها غير دقيقة، لكن الاقتراح سلط الضوء على المحاولات الجارية لإعادة تعريف حدود الدولة الفلسطينية المستقبلية خارج الإطار التقليدي للمفاوضات. وقد أدى رفض الخطة إلى تعزيز التحديات الجيوسياسية الأوسع نطاقاً المحيطة بالصراع الإسرائيلي الفلسطيني، وخاصة صعوبة إيجاد حل مقبول لجميع الأطراف المعنية.

## الموقف المصري

وفقا للرئيس المصري عبد الفتاح السيسي ، يجب على إسرائيل نقل الفلسطينيين المتضررين إلى النقب (الموضح في الخريطة) بسبب حرب غزة.

في 18 أكتوبر/تشرين الأول 2023، صرح الرئيس المصري عبد الفتاح السيسي أنه إذا سعت إسرائيل إلى نقل الفلسطينيين المتضررين من الصراع في غزة، فيمكنها نقلهم إلى صحراء النقب في جنوب إسرائيل بدلاً من الضغط على مصر لاستضافتهم. وتأتي تصريحاته في الوقت الذي تقاوم فيه مصر الدعوات الدولية المتزايدة لفتح حدودها أمام اللاجئين الفلسطينيين الفارين من الغارات الجوية الإسرائيلية والغزو البري المحتمل. وحذر السيسي من أن السماح بنزوح فلسطيني واسع النطاق إلى سيناء قد يحول المنطقة إلى قاعدة لعمليات عسكرية ضد إسرائيل، وهو ما قد يؤدي بدوره إلى اعتبار مصر مأوى للأنشطة المسلحة. وأكد أن مصر لن تسمح بمثل هذا السيناريو، مستعيداً السابقة التاريخية لعام 1948 عندما فر عشرات الآلاف من اللاجئين الفلسطينيين إلى مصر بعد إنشاء إسرائيل، مما أدى إلى تحويل مدينة رفح إلى مستوطنة للاجئين. وقد أكد رفض مصر استيعاب النازحين الفلسطينيين على مخاوفها بشأن الأمن القومي والعواقب طويلة الأمد المترتبة على إعادة التوطين الجماعي في شبه جزيرة سيناء.

## الوضع الحالي
في أوائل عام 2025، خلال فترة ولايته الثانية، اقترح الرئيس الأمريكي دونالد ترامب نقل الفلسطينيين من غزة إلى الدول المجاورة، بما في ذلك مصر . واقترح الاقتراح أن مصر قد تستوعب مؤقتا أو بشكل دائم سكان غزة النازحين بسبب الصراعات المستمرة، وخاصة في شبه جزيرة سيناء . لكن الحكومة المصرية عارضت الخطة بشدة، مشيرة إلى مخاوف بشأن الأمن القومي والاستقرار الإقليمي والعواقب الأوسع نطاقا على الصراع الإسرائيلي الفلسطيني . وزعم المسؤولون المصريون أن النزوح القسري للفلسطينيين إلى سيناء لن يؤدي إلى تقويض القضية الفلسطينية فحسب، بل سيخلق أيضا مخاطر أمنية طويلة الأمد. وأكد الرئيس عبد الفتاح السيسي أن مثل هذه الخطوة قد تحول سيناء إلى قاعدة للصراع، مما قد يؤدي إلى زعزعة استقرار المناطق الحدودية المصرية. وأكدت الحكومة أيضًا موقفها التاريخي ضد توطين الفلسطينيين خارج وطنهم، وأصرت على أن حل القضية الإسرائيلية الفلسطينية لا ينبغي أن يأتي على حساب سيادة مصر أو سلامة أراضيها. قد رفضت مصر ودول عربية أخرى هذا الاقتراح على نطاق واسع، وسط مخاوف من أنه قد يشكل سابقة لتهجير الفلسطينيين بشكل دائم بدلاً من السعي إلى حل سياسي مستدام. وقد أبرز هذا الرفض تعقيدات الجغرافيا السياسية الإقليمية والحساسية المحيطة بأي جهود تهدف إلى تغيير التركيبة السكانية للأراضي الفلسطينية من خلال إعادة التوطين الخارجي.